# Johan Falkberget
Johan Falkberget  é o pseudónimo literário do romancista  norueguês Johan Petter Lillebakken  ( Rugeldalen, 30 de Setembro de 1879 - Röros, 5 de Abril de 1967).
Jornalista, deputado e dirigente operário, descreve nos seus romances o mundo dos mineiros e camponeses.